# Capasa maculifera
Capasa maculifera là một loài bướm đêm trong họ Geometridae.